# Kristján Karlsson
Kristján Karlsson, född 26 januari 1922,  död 5 augusti 2014, var en isländsk författare och poet. Han studerade engelsk litteratur vid University of California, Berkeley och utexaminerades 1945. Efter det studerade han på Columbia University i New York.